# I Love You. It's a Fever Dream.
I Love You. It's a Fever Dream. è il quinto album in studio del cantautore svedese The Tallest Man on Earth, pubblicato nel 2019.

## Tracce
Testi e musiche di Kristian Matsson.
1. Hotel Bar – 4:30
2. The Running Styles of New York – 5:12
3. There's a Girl – 3:22
4. My Dear – 3:42
5. What I've Been Kicking Around – 3:29
6. I'm a Stranger Now – 4:21
7. Waiting for My Ghost – 3:56
8. I'll Be a Sky – 3:53
9. All I Can Keep Is Now – 3:46
10. I Love You. It's a Fever Dream. – 3:38